# 윌리엄 콜리어 주니어
윌리엄 콜리어 주니어(William Collier Jr., 1902년 2월 12일 ~ 1987년 2월 5일)는 미국의 배우, 연극 배우, 영화 배우, 영화 프로듀서, 각본가이다.

## 영화
- 브로드마인디드 (1931년)
- 시머론 (1931년)
- 스트리트 신 (1931년)
- 마치 오브 타임 (1930년) - 본인 역
- 프리 앤 이지 (1930년)
- 뉴 무비톤 폴리스 오브 1930 (1930년)
- 리틀 시저 (1930년) - 토니 역
- 쇼 오브 쇼 (1929년)
- 씨 호크 (1924년)